# 大野良雄
大野 良雄（おおの よしお、1921年11月16日 - 1987年7月12日）は、日本の経営者。資生堂社長を務めた。

## 来歴・人物
東京都出身。1939年に京華商業高等学校を卒業し、同年に資生堂に入社した。1972年1月に取締役に就任し、常務、専務を経て、1982年2月に副社長に就任し、1984年に山本吉兵衛の死去に伴い、社長に昇格した。常務在任時には、海外担当として米国資生堂を立て直し、フランス、西ドイツなどの海外拠点づくりに尽力し、海外展開に力を入れた。
1984年11月に藍綬褒章を受章し、1985年10月にパリ市名誉市民賞に選ばれた。
1987年7月12日、肺炎のために死去。65歳没。